# Antoniuskerk (Leiden)
De Antoniuskerk is een voormalige rooms-katholieke kerk op de hoek van de Churchilllaan en de Vijf Meilaan in het Bos- en Gasthuisdistrict in de Nederlandse stad Leiden. De kerk werd gebouwd in 1966 en was als parochiekerk in gebruik door de parochie van de H. Antonius van Padua. In 2023 werd de kerk door het bisdom Rotterdam buiten gebruik gesteld. 

## Geschiedenis
In de jaren vijftig van de twintigste eeuw breidde Leiden zich uit in zuidwestelijke richting. De Leonarduskerk aan de Haagweg die in 1926 was neergezet kon de toestroom van gelovigen niet meer aan, waardoor pastoor Auxentius van Schalen ofm in 1955 de opdracht kreeg een nieuwe kerk in de nieuwbouwwijk te realiseren. Op 7 november 1958 werd een noodkerk ingewijd op de locatie van de latere parochietuin. In 1959 overleed pastoor Van Schalen en werd pater Egmund Commandeur ofm aangesteld als bouwpastoor. Voor de nieuwbouwwijk werd besloten een nieuwe parochie op te richten en op 8 oktober 1961 door Monseigneur Martinus Jansen, bisschop van Rotterdam, de Leonardusparochie opgericht. In 1963 telde de parochie reeds 3500 parochianen en waren er naast de pastoor twee kapelaans. Op 17 maart 1965 startte de bouw van de Antoniuskerk en op 22 augustus van dat jaar werd de eerste steen gelegd. In februari 1966 kwam de pastorie gereed en op 14 mei 1966 werd de Antoniuskerk door de bisschop Jansen ingewijd.
Pastoor Commandeur overleed in december 1968 nadat hij in september zijn functie om gezondheidsredenen moest neerleggen. In plaats van een pastoor en zijn kapelaans werd besloten de structuur te veanderen naar een pastoraal team. Pater Renirie werd op 1 december 1968 teamleider en de paters Van Eeuwijk en Peters werden teamlid. Pater Renirie trad in 1970 af als pastoor en trad uit de Franciscaner orde om te gaan trouwen en werd opgevolgd door pater Van de Meer die in januari 1971 zijn functie neerlegde. In maart 1971 werd wereldheer Jan Schlatmann aangesteld als pastoor samen met pater Van Eewijk. Omdat enkel pater Van Eewijk in de grote pastorie woonde, besloot het kerkbestuur een flatwoning voor hem te kopen en werd de pastorie verhuurd vanaf de zomer van 1973 aan de Zusters van de Voorzienigheid. De zusters zouden tot 1990 hier blijven Per 1 januari 1974 werd pastoor Schlatmann vervangen als teamleider door deken Van Noort cssr tot eind 1979, waarna hij werd opgevolgd door pater Kees van Haasteren cssr. In oktober 1980 werd pater Willem Happel ofm geïnstalleerd om vier jaar later te vertrekken. In oktober 1984 werd het team versterkt door pater Bokke Douma ofm. In 1986 werden een werkkamer en  een dagkapel gerealiseerd in het achterste deel van de kerk ten koste van 200 zitplaatsen. In januari 1987 trad pastoor Van Haasteren terug en in 1990 pater Douma. Het lukte niet een opvolger te vinden waardoor deken Banning part-time pastoor werd.  Hij intensiveerde de samenwerking met de nabijgelegen parochies van Leonardus en Maria Middelares (in de Stevenshof). Begin 1992 vertrok de deken. De bisschop besloot vervolgens een pastoraal team aan te stellen bestaande uit een priester (montfortaan pater Fons Walters) en een pastoraal werker die de drie parochies moest bedienen. In 1994 tekenden de drie parochies een samenwerkingsovereenkomst waarna in 1999 de drie parochies onder één bestuur verder gaan. Per 1 januari 2002 fuseerden de parochies tot de Lam Gods-parochie.
In 2006 werd besloten de Antoniuskerk te delen met de protestantse gemeenschap.
In augustus 2006 ging pastoor Walters met emeritaat. Tot 2010 sprong pater Peters ofm bij als administrateur opgevolgd door pastoor Jaap van der Bie. Met hulp van de protestantse gemeenschap werd in 2007 het interieur heringericht, waarbij voornamelijk de kerkbanken werden vervangen door stoelen. 
In 2012 ging de Lam Gods-parochie op in de parochie  HH Petrus en Paulus van Leiden en ommelanden, die Leiden, Leiderdorp, Zoeterwoude-Rijndijk, Zoeterwoude-Dorp en Stompwijk omvat. Op 22 oktober 2023 werd de Antoniuskerk aan de eredienst onttrokken.
In september 2024 gebruikte de gemeente Leiden de voormalige Antoniuskerk als tijdelijke opvang (twee tot drie weken) voor asielzoekers.

## Beschrijving
De Antoniuskerk heeft een rechthoekige plattegrond en had ruimte voor 700 zitplaatsen. De kerk werd ontworpen door het bureau Van der Bosch-Hendriks-Campman uit Rotterdam. De kerk heeft geen toren. De hoofdingang bevindt zich aan de oostzijde. Aan de zuidzijde, de kant van de Vijf Meilaan, is een houten kruisbeeld, later werd de naam Antoniuskerk in messing letters bevestigd aan de gevel.
De kerk heeft sinds 1986 een dagkapel en werd in 1999 verrijkt met negen kruiswegstaties door Piet de Boer. Er waren vier biechtstoelen. Links van het priesterkoor bevond zich de doopvijver met waterspuwer vanuit de achtermuur die water doet belanden in een zilveren schaal die op een zwarte kolom staat.
De kerk beschikt over een aantal abstracte glasinloodramen van de hand van Louis Smeets. Onder meer de vier grote reizen van Paulus en diens marteldood zijn afgebeeld. In de achterwand, in de dagkapel, bevinden zich zeven ramen die de sacramenten uitbeelden.